# Гнилівська
Гнилівська — колишня козацька станиця й сучасна міська місцевість у Залізничному районі на заході Ростова-на-Дону.
Поділяється на Нижньо-Гнилівську на заході й Верхньо-Грилівську на сході. Межею частин є старе станичне кладовище.
Назва походить від "гнилої" облоні Мертвого Дінця.

## Історія
У 1747 році згадується як поселення українців на Гнилій рибацькій тоні. За свідченням краєзнавця 19 сторіччя Харитона Попова українські селяни були приписними.
1765 року тут зведена ратуша Троїцького храма.
На 1781 рік тут було 77 дворових садиб, 323 осіб (176 чоловіків й 147 жінок).
1797 року Гнилівський стан переменований на Гнилівську станицю.
1829 року звели Переполовенський храм.
На 1836 рік у станиці мешкало 2132 особи (1060 чоловіків й 1072 жінки) українського (Полтавської, Катеринославської, Київської, Харківської й Чернігівської губерній) й донсько-козацького походження. На 1843 рік у станиці було 456 дворових садиб, 65 багатих господарів, 152 середніх й 294 бідни х господарів, а до Гнилівського юрту належало 3 хутори.
1849 року уряд утворює Гнилівську торгову біржу (пристань) на двох берегах Дону починаючи від впливу Темерника. Торгівля рибою з Великою Україною, що збагатила Аксайську станицю поступово переміщається у Гнилівську.
1855 року зведений кам'яний храм Живоначальної Трійци.
На 1859 рік у Гнилівській станиці було 421 дворових господарств; 1827 осіб (934 чоловіків та 893 жінок); 2 православні церкви; ярмарок; 10 рибальських ватаг; 3 цегляних заводів; 2 пристані.
1863 року тут почало діяти парафіяльне чоловіче однокласне училище, що 1867 року стало двукласним.
1869 року введена у дію залізниця від Таганрогу до Гниловської станції.
На 1873 рік Гнилівська станиця налічувала 587 дворових садиб й 197 бездворових садиб; 3325 осіб (1735 чоловіків й 1590 жінок); а у Гнилівському юрті було 919 дворових садиб й 247 недворових садиб; мешкало 5159 осіб (2705 чоловіків й 2454 жінок).
На 1875 рік тут було 1 механичний (заснований 1873 року; 276 робітників), 2 цегляних (44 робітників), 18 рибних (162 робітники) заводи. 1880 року заснований найбільний у Наддонні шерстемійний завод, на якому працювало 825 робітників.
1880 року засновано початкове жіноче училище. 1882 року відкрилося 2-ге початкове парафіяльне чоловіче однокласне училище.
1894 й 1895 року засновано ще 2 цегляні заводи. 1897 року на березі було сведено французький вапняково-цементний завод. 1900 року відкрито цинкуваотний завод.
1901 року устрояється набережна та мостяться шляхи у станицю.
На початок 20 сторіччя тут був цементний, цинкувальний, шерстомійний, 16 рибних заводи, 3 доки, 6 каменоломень, 20 вітряків.1903 відкрито цегельний завод. 1905 року відкрита соле-мольна установа біля залізничної станції Ростов-Азовський.
На 1910 рік у станиці було 5 цегельних заводів.
1911 року зведений храм Серафима Саровського у бідній частині Гниловської.
1913 року влаштовується Громадське зібрання для влаштування у Гнилівській балів, маскарадів, вистав та ігор. У той же рік відкривається лікарня на 5 ліжок.
1914 року влаштована поромна переправа через Дон.
1915 року відкривається пошта.
За радянської влади Гнилівська почала мілітаризуватися, - з 1920-их років тут базувалися 9-й й 10-й авіазагони винищувачів ПКВО. Потім аеродром віднесли до ДТСААФ, на якому ще до розпаду СРСР навчалися гвинтокрильники.
1930 року Нижньо-Гниловська увійшла до складу міста Ростов-на-Дону зі збереженням селищної ради. 1954 року Нижнє-Гниловське селище увійшло до Залізничного району міста.